# Christiaan Huygens
Christiaan Huygens (Hugenius, Huyghens), nizozemski astronom, fizik in matematik, * 14. april 1629, Haag, Nizozemska, † 8. julij 1695, Haag.

## Življenje in delo
Leta 1655 je Huygens odkril šesti, največji Saturnov satelit Titan. Leta 1656 je odkril Saturnov obroč in med prvimi opazoval tudi meglico v Orionu. Astronomska opazovanja so ga vzpodbudila, da je začel raziskovati na področju natančnih meritev časa. Prvi je uporabil nihalo za uravnavanje hoda ure.
V matematiki je najpomembnejše njegovo delo iz verjetnostnega računa. Krajše tovrstno delo, O vzročnosti v igrah s kocko (De ratiociniis in ludo aleae), nastalo na podlagi dopisovanja z de Fermatom in Pascalom, je objavil leta 1657. To je bila prva knjiga, namenjena le teoriji verjetnosti. Kot osnovna je veljala vse do leta 1713, ko je posmrtno izšlo delo Jakoba Bernoullija I. Umetnost domnevanja (Ars conjectandi). Teorija verjetnosti je bila tedaj že precej razvita. Leta 1663 je Huygens postal član angleške Kraljeve družbe.
Na pobudo Ludvika XIV. je bil v letih od 1666 do 1681 v Franciji. Tam je leta 1673 objavil svoje delo Horologium oscillatorium sive de motu pendularium, v katerem je opisal periodo nihanja nihala, ki je odvisna od dolžine nihala. Pokazal je na lastnosti cikloide, verižnice, logaritemske spirale in krivulje, imenovane po njem Huygensove traktrise. Po njem je cikloida tavtokrona (tavtohrona) krivulja, to je krivulja, po kateri doseže masna točka ali kroglica najnižjo točko v nihajnem času, ki je odvisen samo od začetne točke in ne od amplitude njenega nihanja. Utež na niti nitnega nihala se začne gibati v višini y = h in doseže največjo hitrost v ravnovesni legi pri y = 0. Hitrost v vmesni legi je odvisna od višine h - y, za katero se utež spusti: {\displaystyle v^{2}=2g(h-y)}. Huygens je tako poznal enačbo, ki jo danes hitro dobimo iz izreka o kinetični in potencialni energiji. Postavimo, da je {\displaystyle v^{2}=(ds/dt)^{2}}. Pri tem sta kratek odsek poti {\displaystyle ds} in majhna sprememba višine {\displaystyle dy} povezana z {\displaystyle ds=dy/\sin \varphi }, če je {\displaystyle \varphi } kot med delom poti in vodoravno osjo x. Krog s polmerom a, po katerem se giblje utež, v bližini ravnovesne lege približno opišemo s parabolo {\displaystyle y=x^{2}/2a}. V približku, v katerem {\displaystyle \sin \varphi } nadomestimo s {\displaystyle {\textrm {tg}}\;\varphi =dy/dx=x/r={\sqrt {2y/r}}}, izračunamo nihajni čas {\displaystyle t_{0}} z:
{\displaystyle t_{0}=4{\sqrt {r \over 2g}}\int _{0}^{h}{dy \over {\sqrt {y(h-y)}}}=2\pi {\sqrt {a \over g}}\!\,.}
Huygens je to ugotovil po geometrijski poti, saj infinitezimalni račun še ni
bil razširjen. Po kakšni krivulji se mora gibati utež, da bo enačba veljala
natančno tudi za velike amplitude in bo nihajni čas neodvisen od amplitude
nihanja? Iz enačbe {\displaystyle dt=dz/\sin \varphi {\sqrt {2g(h-z)}}} za gibanje telesa po splošni krivulji razberemo, da mora biti {\displaystyle \sin \varphi } sorazmeren s {\displaystyle {\sqrt {y}}}. Takšno lastnost ima prav cikloida, ki so ji v njegovem času posvečali precej pozornosti. K temu je pribil: Če se giblje telo po navzgor odprti cikloidi, potrebuje do najnižje točke vselej enak čas, ne glede na to, v kateri točki se je začelo gibati. Utež nihala se giblje tako, če jo vodita vodili v obliki obrnjene cikloide.
Razvil je teorijo evolut in spoznal je, da je cikloida sama sebi evoluta. Za Huygensovo traktriso (trik - trak krivuljo) je spoznal, da je prav tako evoluta verižnice in jo na primer uporabljajo pri hladnem preoblikovanju za izdelavo vlečnih matric, kjer so pogoji globokega vlečenja zaradi manjših sil boljši od matric izvedenih z navadnimi zaokrožitvami z loki.
Opisal je uporabo spiralnih peres za pogon ur in prikazal svoje izreke o
centrifugalni sili, ki so Newtonu v mnogočem olajšali delo. V tem delu najdemo prvi poskus opisa dinamike nekega sestava kot celote. Odkril je zakone prožnega trka. Z načelom o živi sili je podal prvi zametek izreka o kinetični energiji. Pri prožnih trkih dveh teles je opazil, da se ohranja vsota produktov {\displaystyle mv^{2}} za obe telesi. To količino je imenoval živa sila (latinsko vis viva). Sam temu spoznanju ni posvečal veliko pozornosti. Enako velja tudi za Newtona, ki je načelo najbrž poznal. Tedaj so imeli rajši pač bolj Newtonov 2. zakon {\displaystyle F=ma}. Po njem povzroči sila F, s katero delujejo na opazovano telo telesa z okolice, pospešek telesa a. Huygensova živa sila je prišla prav Leibnizu, ko je pobijal trditve Descartesove trditve. Leibnitz je trdil, da je živa sila prava mera za učinkovitost sile, ki deluje na telo. Kamen doseže 4 kratno višino, če ga vržemo navpično navzgor z dvojno začetno hitrostjo. Odločilna je torej živa sila, ki je sorazmerna s kvadratom hitrosti. Danes zapišemo izrek o kinetični energiji:
{\displaystyle -{1 \over 2}mv_{o}^{2}=-mgh\!\,}
in je:
{\displaystyle h={v_{o}^{2} \over 2g}\!\,.}
Po Descartesu je prava mera za učinkovitost sile količina, ki je sorazmerna s
hitrostjo v. Kamen se namreč dviga dvakrat dalj časa, če ga vržemo
navpično navzgor z dvojno začetno hitrostjo. Spor je bil v resnici čisto
nepotreben, šlo je v glavnem za prepir o poimenovanju. Ta ugotovitev je v
glavnem zasluga d'Alemberta, ki je pokazal, da se obe trditvi, Leibnitzova in Descartesova, skladata z Newtonovim zakonom.
Huygens je pri uporabi prestavnih razmerij raziskoval verižne ulomke.
Leta 1684 je Huygens izdelal daljnogled, s katerim je lahko določil pravo obliko Saturna in njegovega obroča. Leta 1690 je objavil Traite de la Lumiere, kjer je razvil svojo valovno teorijo svetlobe in opisal Huygensovo načelo. Vrnil se je na Nizozemsko in se posvetil izdelavi leč z velikimi goriščnimi razdaljami, konstruiral je za tedanje razmere velikanske, t. i. zračne daljnoglede. Izdelal je skoraj popolne akromatske okularje (Huygensovi okularji). Raziskoval je polarizacijo svetlobe. Podal je račune za povečave daljnogledov. Izhajajoč iz svoje teorije centrifugalnih sil je poskušal izračunati sploščenost Zemlje. Njegova dobljena vrednost je bila nekaj večja od polovice njene resnične vrednosti. Huygens se ni strinjal z Newtonovim splošnim gravitacijskim zakonom in je priznaval samo njegovo teorijo gibanja planetov. Newton pa se ni strinjal s Huygensovo valovno teorijo svetlobe. Obe teoriji sta se pozneje pokazali kot točni.

## Priznanja

### Poimenovanja
Po njem se med drugim imenuje asteroid glavnega pasu 2801 Huygens, ki ga je leta 1935 odkril van Gent, gora Mons Huygens na Luni, krater Huygens na Marsu in sonda Huygens v projektu Cassini-Huygens.